# Martin Hathaway
Martin Hathaway (* 6. August 1969 in Chelmsford) ist ein britischer Musiker des Modern Jazz (Saxophon, Klarinette, Flöte, Klavier, Komposition, Arrangement). Ian Carr zufolge gilt er als „außergewöhnlich vielversprechender Solist und extrem begabter Komponist und Arrangeur“.

## Werdegang
Hathaway nahm ab 1979 Musikunterricht und gehörte von 1984 bis 1990 zum Essex Youth Orchestra. Zwischen 1987 und 1991 studierte er an der Guildhall School of Music, die er erfolgreich absolvierte. Ab 1988 wirkte er in verschiedenen Bands von Michael Garrick; auch wurde er festes Mitglied des London Jazz Orchesters und vertrat Mike Westbrook in dessen Orchester. Seit 1989 leitet er eigene Bands, seit 1992 eine eigene Bigband. Auch spielte er in den Ensembles von Kenny Wheeler, Stan Sulzmann, Don Rendell, Harry Beckett, Keith Nichols, Duncan Lamont und Loz Speyer und trat mit der Dankworth Generation Band ebenso auf wie mit dem London Philharmonic Orchestra oder Radiohead, auf dessen Album Kid A er zu hören ist. Er schrieb Kompositionen für eigene Gruppen, aber auch für das New Quartet von Michael Garrick und das London Jazz Orchestra.
Als Hochschullehrer ist er seit 1991 an der Guildhall School tätig, wo er seit 2007 die Jazzabteilung leitet. Weiterhin leitet er seit 1992 das Essex Youth Orchestra.